# Női 1500 méteres síkfutás a 2013. évi nyári európai ifjúsági olimpiai fesztiválon
A 2013. évi nyári európai ifjúsági olimpiai fesztiválon az atlétikai versenyszámok közül a női 1500 méteres síkfutást július 17.-én rendezték Utrechtben.

## Döntő
| H     | Név                          | Nemzet           | E       | Mj |
| ----- | ---------------------------- | ---------------- | ------- | -- |
| Arany | Elena Paushkina              | Oroszország      | 4:25.98 |    |
| Ezüst | Cassandre Beaugrand          | Franciaország    | 4:27.86 |    |
| Bronz | Kateryna Siryak              | Ukrajna          | 4:28.57 |    |
| 4.    | Celia Anton Alonso           | Spanyolország    | 4:31.51 |    |
| 5.    | Nadia El-Tom Power           | Írország         | 4:36.06 |    |
| 6.    | Sabine Rutten                | Hollandia        | 4:40.23 |    |
| 7.    | Aneta Konieczek              | Lengyelország    | 4:41.07 |    |
| 8.    | Dilyana Minkina              | Bulgária         | 4:41.61 |    |
| 9.    | Laura Nakolinna              | Finnország       | 4:43.67 |    |
| 10.   | Veronika Kupkova             | Csehország       | 4:45.36 |    |
| 11.   | Iryna Kazmerchuk             | Fehéroroszország | 4:47.58 |    |
| 12.   | Sofia Dolores Moniz Teixeira | Portugália       | 4:48.66 |    |
| 13.   | Viktória Malceková           | Szlovákia        | 4:50.72 |    |
| 14.   | Egle Morenaite               | Litvánia         | 4:59.25 |    |